# Чавсва
Чавсва (*2 серпня 1260 — 10 травня 1299) — 12-й володар Паганського царства у 1289—1297 роках.

## Життєпис
Син Кансу III. Народився 1260 року у м. Паган. Десь напочатку 1280-х років призначено сукрі (намісником) міста Дала з навколишнім регіоном. У лютому 1285 року не надав допомоги батькові, що втік перед загрозою юанської армії. Натомість намагався зберегти могуть в підвладній землі перед загрозою монського повстання. 1287 року після вбивства Кансу III іншим своїм сином Тхіхатху, субхі П'ї, Чавсва почав проти нього війну. В цей конфлікт втрутилися Вареру, правитель Мартабана, й Тараб'я, правитель Пегу. Лише 1289 року переміг Тхіхатху, який загинув у боротьбі. Невдовзі Чавсва коронувався  в Пагані, взявши тронне ім'я Руйнас'ян. За цим визнав зверхність імперії Юань, що дозволило звільнити центральну область від монголів.
Перед ним негайно постала проблема пошуку союзників, які могли б підтримати його у боротьбі з численними князями, губернаторами та вождями, які претендували на незалежність або на панування у всій країні. Союзниками володаря стали шанські брати Атінхайя, Язатінгян і Тхіхатху, які на той час утримували головну житницю району Чауксе зі своєї укріпленої бази М'їнсайн. Чавсва визнав цей факт. 1290 року брати вже практично володіли всією долиною (населення якої, втім, продовжувало залишатися переважно бірманським), тоді як паганському царю підкорялися лише 6 каруїнів Мінбу, які значно поступаються долині Чаусхе. 19 лютого 1293 року він призначив старшого брата Атінхайю намісником М'їнсайна, другого брата — Меккари, а молодшого брата — Пінле. У написі, що належить до цього року, брати відкрито називають себе рівними царю Пагану і заявляють, що це саме вони змусили піти монгольську армію. Навряд чи подібне становище влаштовувало Чавсву. Домогшись деякої консолідації влади у підвладній йому частині колишньої держави, він почав шукати можливості для підпорядкування братів.
1297 року рушив до Ханбалику, де вів перемовини стосовно військової допомоги монголів проти колишніх своїх союзників. Тепер він почувався більш впевнено. Але у грудні того ж року брати запросили Чавсву до М'їнсайну, щоб взяти участь у церемонії освячення побудованого ними монастиря. Тут його  заарештували та змусили стати ченцем у тому самому монастирі, який він щойно освятив. Новим царем було поставлено його сина Сохніта. Брати стратили Чавсву у травні 1299 року.